# Argostemma buwaldae
Argostemma buwaldae är en måreväxtart som beskrevs av Reinier Cornelis Bakhuizen van den Brink. Argostemma buwaldae ingår i släktet Argostemma och familjen måreväxter.
Artens utbredningsområde är Sumatera. Inga underarter finns listade i Catalogue of Life.